# Wojciech Kowalewski
Wojciech Kowalewski (* 11. Mai 1977 in Białystok, Polen) ist ein ehemaliger polnischer Fußballspieler.

## Karriere

### Verein
Der 189 cm große und 88 kg schwere Torhüter Kowalewski begann seine Fußballerkarriere bei Wigry Suwałki in seiner Heimat Polen. 1997 wechselte er zum polnischen Hauptstadtklub Legia Warschau. Dort war er aber erst hinter Grzegorz Szamotulski und später hinter Zbigniew Robakiewicz nur die Nummer zwei zwischen den Pfosten der Warschauer. Nach nur einem Spiel in drei Jahren entschieden die Legia-Verantwortlichen ihn im Januar 2001 an Konkurrent Groclin Grodzisk zu verleihen. Das kurze Intermezzo bei Grodzisk hielt 15 Spiele. Schließlich kehrte er im Sommer wieder nach Warschau zurück und kam bis Winter 2002 zu regelmäßigen Einsätzen für Legia Warschau. Da der Klub aber fortan mit Talent Artur Boruc und dem Bulgaren Radostin Stanew plante, entschied sich der Torhüter für einen Transfer. Im Januar 2002 wechselte Kowalewski in die erste ukrainische Liga zu Schachtar Donezk. Dort musste er mit Schachtar-Urgestein Dmitro Shutkov konkurrieren und setzte sich schließlich durch. Bereits im August 2004 verließ er die Ukraine und unterzeichnet beim russischen Klub Spartak Moskau. Mit dem Hauptstadtverein spielte Kowalewski in UEFA-Pokal und UEFA Champions League und stieg dort zum Stammkeeper auf, wodurch er Nachwuchsmann Aleksey Zuev auf die Auswechselbank verwies. Erst als 2007 der Kroate Stipe Pletikosa verpflichtet wurde, rückte der Pole ins zweite Glied. Seit Beginn des Jahres 2008 spielte der Torhüter wieder in seinem Heimatland bei Korona Kielce. Zur Saison 2008/09 wechselte Kowalewski zu Iraklis Saloniki nach Griechenland. Nach 1½ Jahren in Griechenland unterschrieb er dann Ende Januar 2010 einen Vertrag beim russischen Erstliga-Aufsteiger FK Sibir Nowosibirsk. Für Sibir bestritt Kowalewski 14 Ligaspiele, konnte den Abstieg jedoch nicht verhindern. Zur Rückrunde der Saison 2010/11 wechselte er nach Zypern zu Anorthosis Famagusta. Jedoch kam Kowalewski nur in einem Ligaspiel zum Einsatz und beendete Anfang 2012 wegen Problemen mit der Wirbelsäule seine aktive Fußballkarriere.

### Nationalmannschaft
Kowalewski spielte 11-mal für das polnische Fußballnationalteam. Am 10. Februar 2002 gab der Torhüter im Spiel gegen die Färöer sein Debüt im Dress der Polen. Sechs Jahre später wurde er erstmals für ein Turnier in den Kader der A-Elf berufen. So stand Kowalewski im polnischen Kader für die Europameisterschaft 2008. Hinter Stammtorhüter Artur Boruc kam er jedoch nicht zum Einsatz. Die Polen schieden nach der Vorrunde aus. Seine vorerst letzte Partie absolvierte der Torwart am 7. Februar 2007 beim 2:2 gegen die Slowakei. Dabei wurde er in der 64. Minute für Boruc eingewechselt und kassierte noch ein Tor beim 2:2-Unentschieden. Zwei Jahre später berief ihn Trainer Stefan Majewski für das WM-Qualifikationsspiel am 10. Oktober 2009 gegen Tschechien. Bei dem Spiel, in dem die Polen nur noch mit einem hohen Sieg und einer gleichzeitigen Niederlage Sloweniens gegen die Slowakei rechnerische Chancen auf einen WM-Relegationsplatz hatten, lief Kowalewski in der Startelf seiner Mannschaft auf. Die Partie ging mit 0:2 verloren. Im letzten unbedeutenden Gruppenspiel vier Tage später musste er schließlich Landsmann Jerzy Dudek weichen.

## Erfolge
- Polnischer Meister mit Legia Warschau: 2002
- Polnischer Ligapokalsieger mit Legia Warschau: 2002
- Ukrainischer Meister mit Schachtar Donezk: 2003
- Ukrainischer Pokalsieger mit Schachtar Donezk: 2003